# 斯蒂芬·格拉斯
斯蒂芬·兰德尔·格拉斯（1972年9月15日—） 是一位前美国记者。他在新共和任職期間寫了不少假新聞或在新聞裡面將真實內容和虛構內容混在一起寫。除了在新共和上發表假新聞外，他還在哈泼斯杂志、滾石雜誌上發表假新聞。醜聞發生後，斯蒂芬·格拉斯從新共和離職。哈泼斯杂志更是165年以來首度撤回報道。斯蒂芬·格拉斯杜撰假新聞的事跡後來被改編成電影欲蓋彌彰。
此後斯蒂芬·格拉斯打算成為一名律師。不過由於受此前的醜聞影響，他依然無法獲得律师從業资格。 最後斯蒂芬·格拉斯成為一名律师助理。 